# Курьянова, Татьяна Георгиевна
Татьяна Георгиевна Курьянова (Сорокина-Курьянова) (24 марта 1948 года) — советская и российская актриса. Заслуженная артистка РФ (1993).
В 1970 году окончила студию при Центральном детском театре (ныне — Российский академический Молодёжный Театр) и стала его актрисой.

## Театр
- 2008 — «Оркестр» (Ж. Ануй). Режиссёр: Валерий Киселёв — М-м Ортанс
- 2004 — «Волшебник Изумрудного города» Александра Волкова. Режиссёры: Алексей Блохин, Алексей Весёлкин — Бастинда

## Радио
- «Клуб знаменитых капитанов» — Дик Сенд
- «В стране литературных героев» — школьник Гена
- «Сердце Бонивура» — Вовка
- «Дети капитана Гранта» — Роберт Грант
- «Эликсир Купрума Эса» — Родя Маршев
- «Вино из одуванчиков» — Дуг Сполдинг

## Кино
- 1989 — «Женщины, которым повезло» — Ирина Агишева (актриса-травести)
- 1987 — «Малыш» (фильм-спектакль) — Малыш

### Актриса дубляжа
- 1996 — «Рождественское сокровище Михея»
- 1994 — «Богатенький Ричи»
- 1993 — «Таинственный сад»
- 1993 — «Томминокеры» (ТВ)
- 1991 — «Капитан Крюк»

### Озвучивание мультфильмов
- 1995 — Веселая карусель № 27. Кто первый? — мальчик в жёлтой рубашке
- 1991 — Мы рисуем  — читает стихотворение «Рисунок»
- 1988 — Узники «Ямагири-мару» — Пашка Гераскин
- 1986—1987 — Приключения пингвинёнка Лоло — Дон / Зизи
- 1986 — Я жду тебя, кит! — Дзиро